# 한의혁
한의혁(1995년 1월 23일~)은 대한민국의 축구 선수로 현재 K5리그 서울의 서울 벽산 플레이어스에서 스트라이커와 윙어로 활동하고 있다.

## 축구인 경력

### 클럽 경력
한국열린사이버대학교를 거쳐 2017년 FC 안양에 입단한 후 이듬해인 2018년 당시 내셔널리그 소속팀인 김해시청으로 임대 이적하여 2018년 내셔널리그 준우승, 2018년 FA컵 8강, 2018년 내셔널축구선수권대회 4강 등에 기여했다.
그 후 2019년 공익근무를 위해 당시 K3리그 어드밴스 소속의 경주시민축구단으로 임대 이적하여 2020 시즌까지 공식전 15경기 7골로 활약하며 팀의 2020년 K3리그 잔류를 이끌었지만 경주시의회가 일방적인 해체를 결정하면서 FC 안양으로 복귀했으나 복귀 후 단 1경기도 출전하지 못하면서 2021 시즌 여름 이적 시장을 통해 당시 K3리그의 김포 FC로 이적했다.
김포로 이적한 뒤 팀의 2021년 K3리그 우승에 일조했으나 2022 시즌을 앞두고 김포가 프로화로 전향하면서 양주시민축구단으로 이적했다가 2023 시즌을 앞두고 K4리그의 고양 해피니스로 이적했으나 팀이 재정난으로 리그 퇴출과 함께 해체 수순을 밟으면서 2024 시즌을 앞두고 K5리그 서울의 서울 벽산 플레이어스에 합류했다.

## 대회 성적

### 클럽
김해시청
- 내셔널리그 : 준우승 (2018)
- 내셔널축구선수권대회 : 4강 (2018)

김포 FC
- K3리그 : 우승 (2021)